# روبرت ويردان
روبرت ويردان (بالإنجليزية: Robert Werdann)‏ مواليد 12 سبتمبر 1970 في كوينز، هو مدرب كرة سلة أمريكي ولاعب معتزل. بدأ مسيرته الاحترافية في سنة 1992. تم اختياره من قبل فريق دنفر ناغتس خلال الدرافت. يبلغ طوله 6 قدم 11 بوصة (2.1 م). اعتزل اللعب في 2000.

## المسيرة الاحترافية
لعب مع دنفر ناغتس في موسم 1992–1993، ثم لعب مع بروكلين نتس في موسم 1995–1996، ثم لعب مع بروكلين نتس في موسم 1996–1997.

## روابط خارجية
- روبرت ويردان على موقع إن بي أي (الإنجليزية)
- روبرت ويردان على موقع سبورتس رفرنس (الإنجليزية)
- روبرت ويردان على موقع كرة السلة الأوروبية.كوم (الإنجليزية)
- روبرت ويردان على موقع كلية كرة السلة في سبورتس رفرنس.كوم (الإنجليزية)
- روبرت ويردان على موقع ريلجم (الإنجليزية)
- روبرت ويردان على موقع بروبوليرز (الإنجليزية)
- روبرت ويردان على موقع سبورتس رفرنس (الإنجليزية)